# Manuel de Meneses, capitão de Arzila
D. Manuel de Meneses (Arzila (?) c. 1500 - Junho de 1523 perto de Arzila). Militar português, capitão de Arzila.
D. Manuel era filho de D. João de Meneses, também chamado D. João da Cunha, de alcunha o Ladrão, e de Dona Guiomar Coutinho.
De acordo com os Anais de Arzila de Bernardo Rodrigues, que conheceu pessoalmente D. Manuel, nasceu provavelmente em Arzila, onde seus pais moravam em 1508, quando ele era ainda uma criança. Nessa data seu pai foi morto por um leão e sua mãe trouxe-o então para Portugal. Mas pouco tempo mais tarde foi ela assassinada por suas escravas mouras, que também tentaram raptar a criança. Esta escapou e as criadas foram capturadas e enforcadas.
Mais tarde é fronteiro em Azamor.
Em Abril de 1523, o capitão de Arzila, D. João Coutinho, partindo para Portugal na ocasião da morte de seu pai, D. Vasco Coutinho, nomeou D. Manuel por capitão em sua ausência.
Mas levado pelo grande desejo de Fernão Mascarenhas, adail de Arzila, de fazer uma surtida à terra dos mouros, foi desbaratado e morto por gente do rei de Fez, Mulei Mafamade (Maomé Bortucali), em Junho de 1523.